# Скано-Монтиферро
Скано-Монтиферро (итал. Scano di Montiferro) — коммуна в Италии, располагается в регионе Сардиния, подчиняется административному центру Ористано.
Население составляет 1725 человек, плотность населения составляет 28,52 чел./км². Занимает площадь 60,48 км². Почтовый индекс — 9078. Телефонный код — 0785.
Покровителем населённого пункта считается святой апостол Пётр. Праздник ежегодно празднуется 29 июня.